# Španjolska pezeta
Španjolska pezeta, ISO 4217: ESP, bila je službeno sredstvo plaćanja u Španjolskoj. Označavala se simbolom ₧, a dijelila se na 100 centima.
Španjolska pezeta uvedena je 1869. godine, a zamijenjena je eurom 2002. u omjeru 1 euro = 166,386 pezeta.
U optjecaju su bile kovanice od 1, 5, 10, 25, 50, 100, 200 i 500 pezeta te novčanice od 1000, 2000, 5000 i 10.000 pezeta.